# Ототакэ, Хиротада
Хиротада Ототакэ (яп. 乙武 洋匡 Ототакэ Хиротада, род. 6 апреля 1976 года, Токио, Япония) — японский спортивный журналист, мемуарист, учитель и политик. Ототакэ родился с редким синдромом тетраамелии, в результате которого у него отсутствуют все 4 конечности. Он окончил обычную школу, после чего поступил на экономический факультет Университета Васэда. Во время обучения опубликовал книгу 五体不満足, где описал развитие города. Изначально книга с Ототакэ в инвалидной коляске и цитатой Хелен Келлер на обложке была выпущена тиражом всего 6 тысяч экземпляров, однако уже через год число её продаж превысило 4 миллиона копий.
В 1998 году Ототакэ опубликовал мемуары «Никто не совершенен» (яп. 五体不満足), которые стали бестселлером в Японии. Книга достигла третьего места по количеству продаж в стране со времён Второй мировой войны. Популярность работы стала отражением изменений в традиционном конформистском японском обществе, где ранее инвалидов было принято скрывать от окружающих. После публикации автор получил более 10 тысяч писем от поклонников. Они отмечали, как книга помогла им изменить взгляд на проблему инвалидности. По состоянию на 2019 год, её тираж превысил 6 миллионов экземпляров.
После окончания университета Ототакэ начал работать спортивным журналистом. Также он получил степень бакалавра гуманитарных наук на заочном курсе Университета Мэйсэй, после чего устроился на работу учителем в начальной школе. В 2013 году он сыграл главную роль в фильме «Дайдзёбу сангуми» (яп. だいじょうぶ3組), рассказывающим о его работе учителем. Ототакэ был назначен в Токийский городской совет по образованию 8 марта 2013 года, однако подал в отставку 31 декабря 2015 года. В 2015 году поступил в Государственную политологическую аспирантуру.
Ототакэ женился в марте 2001 года. В браке родилось двое сыновей (2008, 2010) и дочь (2015). Либерально-демократическая партия выбрала Ототакэ для участия в выборах в Палату советников Японии 2016 года. Однако в марте того же года в японской прессе появилась информация о его супружеской неверности. Впоследствии Ототакэ признался, что за время брака у него были романы с пятью женщинами, и принёс публичные извинения. Партия решила отозвать его кандидатуру. 14 сентября 2016 года супруги развелись.
В 2017 году Ототакэ посетил 37 стран на инвалидной коляске, после чего опубликовал книгу об этом опыте. В 2019 году он принял участие в проекте по разработке «роботизированных» электрических ног, которые бы позволили ему и другим инвалидам полноценно ходить.